# シームレス (下着)
シームレス（英語:Seamless）とは、継ぎ目のない状態のことで、下着においては継ぎ目や縫い目がない衣類を称し、ブラジャーのカップやガードルなどのヒップなどによく見られる。
裏地や縁のパイピング（縫いしろ）がないために、薄手の下着でも継ぎ目が目立ちにくく下着のラインがアウターに響かなくなる。また、縫い目が肌に擦れたりすることがなくなり、体に馴染みやすく着心地がよくなる特徴がある。ストッキングと同じ編み方で、人間工学に基づき立体的に製造されている。